# Franciszek Turek
Franciszek Turek (ur. 1 kwietnia 1882 w Krakowie, zm. 12 lipca 1947 tamże) – polski malarz, pedagog i literat.

## Życiorys
Syn Franciszka i Kunegundy. Studia rozpoczął w Państwowej Szkole Przemysłowej w Krakowie, kontynuował od 1902 r. w Akademii Sztuk Pięknych w Krakowie u Józefa Mehoffera, Józefa Unierzyskiego i Leona Wyczółkowskiego. Uczelnię ukończył w roku 1907. Kształcił się również pod kierunkiem Stanisława Wyspiańskiego. 
W latach 1914–1916 pełnił funkcję zastępcy komendanta Straży Zabytków Miasta Krakowa. Był członkiem Towarzystwa Przyjaciół Sztuk Pięknych, współzałożycielem ZPAP, członkiem zarządu Towarzystwa Miłośników Historii i Zabytków Miasta Krakowa. 
W latach 1922–1928 wykładał na założonych przez Adriana Baranieckiego Wyższych Kursach dla Kobiet. Pochowany na cmentarzu Rakowickim w Krakowie.
Był artystą o poglądach konserwatywnych, malował przeważnie akwarelą widoki miast (szczególnie dawnego Krakowa) i krajobrazy górskie.